# Institutul Național de Boli Infecțioase „Prof. Dr. Matei Balș” din București
Institutul Național de Boli Infecțioase „Prof. Dr. Matei Balș” este un spital din București. Până în 1999 purta numele Spitalul Clinic de Boli Infecțioase Colentina. Din martie 1999, prin ordin al Ministerului Sănătății, Spitalul Clinic de Boli Infecțioase Colentina a devenit Institutul de Boli Infecțioase Prof. Dr. Matei Balș, unitate sanitară de categoria I, subordonată direct Ministerului Sănătății. Scopul reorganizării a fost îmbunătățirea activității științifice și de cercetare, precum și a asistenței medicale clinice și a învățământului medical de boli infecțioase.
Într-un incendiu produs pe 29 ianuarie 2021 au murit 17 persoane.
Conform anunțului Ministerului Sănătății din data de 8 ianuarie 2021, Institutul Național de Boli Infecțioase „Prof. Dr. Matei Balș” din București a reușit secvențierea genomică a unei tulpini de coronavirus COVID-19.